# Gens Cassia

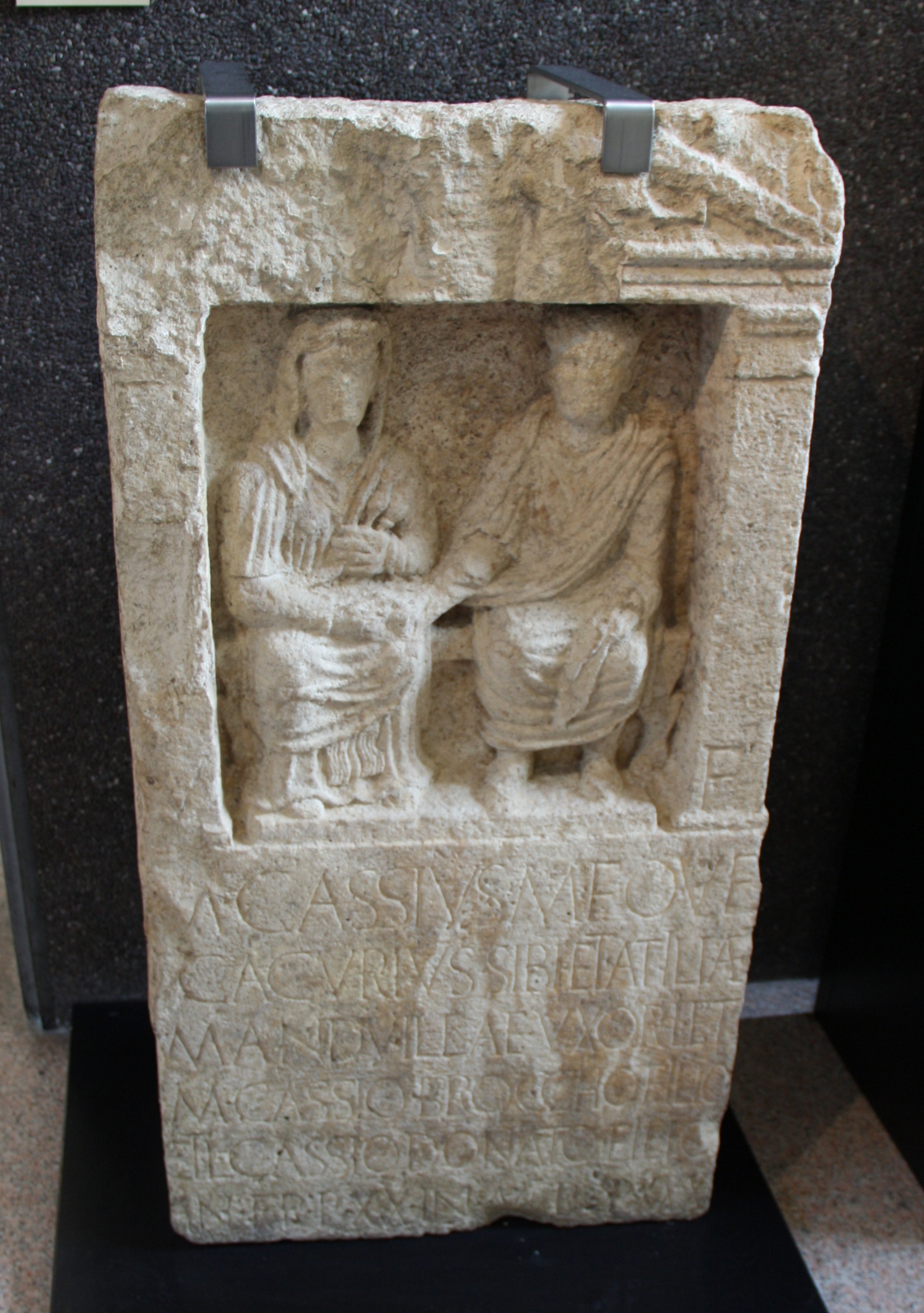
Lapide di Marcus Cassius Cacurius, sua moglie Atilia Manduilia e i loro figli (epoca augustea). Civico museo archeologico di Milano.

La gens Cassia fu un'antichissima famiglia patrizia romana. Il primo dei Cassii a ottenere il consolato fu Spurio Cassio Vecellino nel 502 a.C., che fu anche il promotore della prima legge agraria, e fu messo a morte da altri patrizi. Tutti i Cassi conosciuti dopo di lui furono plebei, perciò è ipotizzabile che i patrizi espulsero la famiglia dall'ordine oppure che i Cassii lo abbandonarono dopo l'assassinio di Vecellino.
La gens Cassia fu una delle più importanti di Roma, e molti suoi membri sono menzionati tanto in epoca repubblicana quanto in epoca imperiale . La strada che collegava Roma con Arezzo si chiamava Via Cassia, mentre il villaggio di Cassianum Hirpinum fu chiamato così a causa di una proprietà di un membro della gens. Un ramo dei Cassii fu anche una delle famiglie più importanti di Olisipo, in Lusitania.

## Praenomina in uso nella gens
I praenomina più frequenti dei Cassii furono Lucio, Gaio e Quinto, mentre Spurio era usato dal residuo patrizio della famiglia, i Cassii Viscellini. C'è anche un membro della gens di nome Marco, ma è attestato una sola volta.

## Cognomina della gens
Il capo della famiglia dei Cassii in epoca repubblicana portava il cognomen di Longinus, mentre altri cognomina erano Hemina, Parmensis, Ravilla, Sabaco, Varus e Viscellinus. Sotto l'impero si aggiunsero molti altri nomi.

## Membri della gens

### Cassii Viscellini
- Spurio Cassio Viscellinus, nonno del console.
- Spurio Cassio Viscellino, padre del console.
- Spurio Cassio Viscellino, console nel 502, 493 e 486 a.C. e primo Magister equitum nel 501 a.C.; messo a morte dopo aver proposto la sua prima legge agraria nel terzo consolato.
- Cassii Viscellini, tre figli del console i cui praenomina sono sconosciuti, risparmiati dal senato. Essi o i loro discendenti furono potrebbero essere stati espulsi dall'ordine o aver cambiato classe di spontanea volontà.[3][4]

### Cassii Longini
- Quinto Cassio Longino, tribunus militum nel 252 a.C., durante la Prima guerra punica. Fu privato del comando dopo una sconfitta per aver attaccato il nemico contro gli ordini del console Gaio Aurelio Cotta.[5]
- Lucio Cassio Longino, figlio del precedente.
- Gaio Cassio Longino, nonno del console del 171 a.C.
- Gaio Cassio Longino, padre del console del 171 a.C.
- Gaio Cassio Longino, console nel 171 a.C. e censore nel 154 a.C.
- Quinto Cassio Longino, console nel 164 a.C., morto in carica.
- Quinto Cassio Longino, figlio del precedente.
- Lucio Cassio Longino Ravilla, console nel 127 a.C. e censore nel 125 a.C.
- Gaio Cassio Longino, console nel 124 a.C.[6][7]
- Lucio Cassio Longino, console nel 107 a.C., ucciso dai Tigurini.
- Lucio Cassio Longino, tribuno della plebe nel 104 a.C.
- Gaio Cassio Longino, console nel 96 a.C.[8]
- Gaio Cassio Longino Varo, console nel 73 a.C., proscritto e ucciso durante il Secondo triumvirato nel 43 a.C.
- Lucio Cassio Longino, pretore nel 66 a.C., candidatosi senza successo al consolato nel 63 a.C. e poi congiurato di Catilina.[9][10][11][12]
- Gaio Cassio Longino, assassino di Cesare e pretore peregrinus nel 44 a.C.
- Lucio Cassio Longino, tribuno della plebe plebis nel 44 a.C.
- Gaio Cassio Longino, figlio del cesaricida.[13]
- Lucio Cassio Longino, governatore della Siria in vece dello zio Gaio, morto a Filippi nel 43 a.C.[14]
- Quinto Cassio Longino, tribuno della plebe nel 49 a.C. e governatore della Spagna Ulteriore.
- Quinto Cassio Longino, legato di Quinto Cassio Longino in Hispania nel 48 a.C., probabilmente lo stesso uomo che ricevette la provincia da Marco Antonio nel 44 a.C.[15][16]
- Lucio Cassio Longino, console nel 30 d.C., sposò Drusilla, sorella di Caligola.
- Gaio Cassio Longino promotore della congiura che portò all'assassinio di Giulio Cesare
- Marcello Cassio Longino detto l'Isaurico (console 30 d.C.), console suffectus nel 30 d.C.; bandito da Claudio e richiamato da Vespasiano.

### Altri
- Lucio Cassio Emina, storico del II secolo a.C.
- Gaio Cassio, tribunus militum nel 168 a.C., incaricato dal pretore Lucio Anicio Gallo di custodire Genzio, re degli Illiri.[17]
- Gaio Cassio, pretore nel 90 a.C.;[18]
- Lucio Cassio, proconsole in Asia nel 90 a.C., catturato l'anno seguente da Mitridate.
- Lucio Cassio, tribuno della plebe nell'89 a.C., incitò la folla ad uccidere il pretore Aulo Sempronio Asellione.
- Marco Cassio Sceva, centurione nell'esercito di Cesare durante la battaglia di Dyrrhachium; combatté con grande valore in questa battaglia e venne promosso sul campo dal generale.
- Cassio Dionisio, nativo di Utica e scrittore di agricoltura, che tradusse l'opera di Magone.
- Cassio Barba, amico di Cesare e da lui posto a guardia di Cicerone.[19]
- Cassio Etrusco, un autore ridicolizzato da Orazio, a volte confuso con Cassio Parmense.
- Gaio Cassio Parmense, tribunus militum nell'esercito di Bruto e Cassio, condannato a morte da Ottaviano
- Cassio Betillino, forse un errore per Betilieno Basso.
- Cassio Severo, un oratore e scrittore di satire all'epoca di Augusto e Tiberio.
- Cassio Cherea, tribuno della guardia pretoriana sotto Caligola, che contribuì ad uccidere per poter restaurare la repubblica.
- Cassio Asclepiodoto, un ricco bitino esiliato da Nerone e ristabilito da Galba.
- Cassio Felice (V secolo), autore del trattato medico De Medicina.
- Cassio Iatrosofista (II/III secolo), autore del trattato medico Quaestiones Medicae et Problemata Naturalia.
- Avidio Cassio, un generale di successo di Marco Aurelio, contro cui poi si rivoltò.
- Cassio Aproniano, governatore della Dalmazia e della Cilicia, padre dello storico Cassio Dione.
- Cassio Clemente, processato verso il 195 per aver esposto il fianco dell'esercito di Pescennio Nigro, ma si difese con tanto valore da venir perdonato dall'imperatore Settimio Severo, che gli permise di tenersi comunque metà dei propri beni.[20]
- Lucio Cassio Dione Cocceiano, autore della Storia romana.
- Cassio Dione, console nel 291, forse il nipote del precedente.[2]